# Скаларно произведение
Скаларното произведение на два вектора {\displaystyle {\vec {a}}} и {\displaystyle {\vec {b}}} е число (скалар), което е равно на произведението от големините им и косинуса на ъгъла между тях. Ъгълът между два вектора приема стойности от 0° до 180°, следователно скаларното произведение на два вектора може да приема и положителни, и отрицателни стойности.
Скаларното произведение на нулевия вектор с всеки друг вектор е равно на 0.
{\displaystyle {\vec {a}}\cdot {\vec {b}}={\vec {a}}^{T}{\vec {b}}={\begin{pmatrix}a_{1}\\a_{2}\\a_{3}\\\end{pmatrix}}^{T}{\begin{pmatrix}b_{1}\\b_{2}\\b_{3}\\\end{pmatrix}}={\begin{pmatrix}a_{1}&a_{2}&a_{3}\\\end{pmatrix}}{\begin{pmatrix}b_{1}\\b_{2}\\b_{3}\\\end{pmatrix}}=a_{1}b_{1}+a_{2}b_{2}+a_{3}b_{3}=\Vert {\vec {a}}\Vert \Vert {\vec {b}}\Vert \cos(\theta )}

## Свойства
- {\displaystyle {\vec {a}}\cdot {\vec {b}}={\vec {b}}\cdot {\vec {a}}}
- {\displaystyle {\vec {a}}\cdot ({\vec {b}}+{\vec {c}})={\vec {a}}\cdot {\vec {b}}+{\vec {a}}\cdot {\vec {c}}}
- {\displaystyle (k{\vec {a}})\cdot {\vec {b}}=k({\vec {a}}\cdot {\vec {b}})}

## Намиране на ъгъл между две прави чрез скаларно произведение на вектори
Ако {\displaystyle AB} и {\displaystyle CD} са две прави и φ е ъгълът между тях, то cos(φ) е равен на модула от скаларното произведение на векторите {\displaystyle AB}→ и {\displaystyle CD}→, разделено на произведението на дължините на отсечките {\displaystyle AB} и {\displaystyle CD}.
{\displaystyle \cos(\theta )={{\vec {a}}\cdot {\vec {b}} \over \Vert {\vec {a}}\Vert \Vert {\vec {b}}\Vert }}
Важно свойство на скаларното произведение на два вектора е, че ако правите {\displaystyle AB} и {\displaystyle CD} са перпендикулярни, скаларното произведение на {\displaystyle AB}→ и {\displaystyle CD}→ е равно на 0, защото cos(90°)=0.

## Намиране дължина на отсечка
Голямо практическо приложение скаларното произведение на векторите намира при търсенето на дължина на отсечка. Тъй като ъгълът между два равни вектора е 0°, косинусът на този ъгъл винаги е 1. Следователно коренът от {\displaystyle AB}→ умножено по себе си е равен на дължината на отсечката {\displaystyle AB}.